# 乃木坂46 7th YEAR BIRTHDAY LIVE 2019.2.21-24 KYOCERA DOME OSAKA
《乃木坂46 7th YEAR BIRTHDAY LIVE 2019.2.21-24 KYOCERA DOME OSAKA》是日本女子偶像团体乃木坂46的第8部現場影像作品，记录了2019年2月21-24日在日本大阪市大阪京瓷巨蛋举行的7周年演出实况，包括西野七瀨的毕业演唱会。 作品于2020年2月5日以DVD和Blu-ray的形式发行。 

## 背景和发行
乃木坂46的传统之一是举办“ Birthday Live”，即每年2月22日在其CD首次亮相周年之日演唱所有歌曲 。该活动2019年在大阪京瓷巨蛋举行。 而之前的Birthday Live场馆都位于关东地区，这是该活动首次在关西举行。 
本次七周年演唱会以在4天内演唱乃木坂467年来发行的所有177首歌曲的概念为基础 ，而2月24日的演唱会最后一天则是2018年从乃木坂46毕业的西野七濑的毕业演唱会。 在最后一天，日本国内的部分电影院进行了转播 ，但是由于现场和影院直播售票紧张，第二天在全国的电影院还进行了录播。 
西野七濑原定只参与最后一日的毕业演唱会，但在实际演出时，西野从演出的第一天开始就出人意料地连续四天出现 。而因日程限制而未能在第一天参加的生田繪梨花在第二天开始出现。
七周年演唱会每天参与人数约为50,000人，四天演出总计参与人次约20万人 。 在最后一天，现场与日本全国218个影院合计约有100,000人观看。

## 备注
1. ↑  因各种原因『4th YEAR BIRTHDAY LIVE』改于2016年8月28日〜30日[5]、『6th YEAR BIRTHDAY LIVE』改于2018年7月6日〜8日举行[6]。